# Stichodactyla gigantea
Stichodactyla gigantea är en havsanemonart som först beskrevs av Forskål 1775.  Stichodactyla gigantea ingår i släktet Stichodactyla och familjen Stichodactylidae. Inga underarter finns listade i Catalogue of Life.